# Црква Светог Николе у Петки
Црква Светог Николе у Петки, насељеном месту на територији Градске општине Костолац припада Епархији браничевској Српске православне цркве.
Црква посвећена Светом Николи летњем подигнута је 1936. године. Налази се у селу и није осликана. Подизање цркве су помогли мештани села. У порти цркве је 1992. године, саграђена сала за време богослужења свештеника Оливера. Богослужи свештеник Драган М. Велимировић, родом из Осипаонице. 